# Альварт, Кристиан
Кри́стиан А́льварт (нем. Christian Alvart; род. 28 мая 1974 года в Зехайм-Югенхайм, Германия) — немецкий кинорежиссёр и сценарист.

## Карьера

### Ранние годы
Кристиан Альварт родился 28 марта 1974 года близ Франкфурта-на-Майне в Германии. Его христианское окружение не одобряло просмотр фильмов и телевидения, поэтому он редко имел возможность посмотреть кино. Достаточно скоро Альварт обнаружил у себя влечение к запретному плоду и быстро стал «экспертом» кино в кругу друзей, успешно скрывая, что большинство обсуждаемых фильмов он даже не видел. Вместо этого, он читал о фильмах, их создании, романы, на которых они основаны и любой другой материал. Когда же наконец он получил возможность смотреть кинофильмы, то не мог остановиться, часто ходил в кинотеатры, по 6 раз в неделю.
В 1990 году он начал снимать небольшие фильмы со своими друзьями. Их группа стала частью сообщества хобби-кинематографистов и киногиков. Большинство его коллег занимались своими фильмами лишь в свободное время. В возрасте 19 лет Кристиан занял пост редактора и дизайнера киножурнала X-TRO Filmmagazin, вскоре стал главным редактором и даже получил возможность самостоятельно писать статьи.
В 1997 году Альварт решил снова снимать собственные фильмы и переехал со своей компанией Syrreal Entertainment в Берлин. Чтобы получить представление о профессиональной киносъёмке, он некоторое время работал курьером, вскоре став помощником режиссёра в двух фильмах.

### Дебют
В 1998 году Кристиан написал, срежиссировал и спродюсировал свой первый малобюджетный триллер, снятый на 35 мм киноплёнку — Curiosity & The Cat. В кинокартине он задействовал преимущественно своих друзей из Франкфурта. Триллер номинировался на Max-Ophüls-Award и Prize of the Minister President of the State Saarland.
После этого Альварт некоторое время писал сценарии к немецким фильмам и ТВ-шоу.

### Антитела
В 2005 году молодой режиссёр выступил со своим вторым триллером «Антитела». После премьеры на кинофестивале Tribeca он был назван одним из «пяти режиссёров, достойных просмотра» (англ. "Five Directors To Watch"), а также «Новым лицом немецкого кино» на фестивале AFI. Антитела были также приглашены на Эдинбургский кинофестиваль, и завоевали немало других наград.

## Фильмография
| Год  | На русском               | На языке оригинала     | Роль                           | Бюджет      |  |
| 1999 | Curiosity & the Cat      | Curiosity & the Cat    | режиссёр и сценарист           | $45 000     |  |
| 2005 | Антитела                 | Antikörper             | режиссёр, сценарист и продюсер | €1 900 000  |  |
| 2009 | Дело № 39                | Case 39                | режиссёр                       | $27 000 000 |  |
| 2009 | Пандорум                 | Pandorum               | режиссёр и сценарист           | $40 000 000 |  |
| 2010 | Поезд 8:28               | 8 Uhr 28               | режиссёр                       |             |  |
| 2012 | Вольф: Схватка в участке | Wolff: Kampf im Revier | режиссёр                       |             |  |
| 2013 | Банк-леди                | Banklady               | режиссёр, монтажёр, продюсер   |             |  |
| 2015 | Сводные братья           | Halbe Brüder           | режиссёр, продюсер             |             |  |
| 2016 | Безбашенный Ник          | Tschiller: Off Duty    | режиссёр, продюсер             | €8 000 000  |  |
| 2018 | Не высовывайся!          | Steig. Nicht. Aus!     | режиссёр, сценарист, продюсер  |             |  |
| 2018 | Звонок мертвецу          | Abgeschnitten          | режиссёр, сценарист, продюсер  |             |  |
| 2018 | Берлинские легавые       | Dogs of Berlin         | режиссёр, сценарист, продюсер  |             |  |
| 2019 | Свободная страна         | Freies Land            | режиссёр, сценарист, продюсер  |             |  |
| 2020 |                          | Sløborn                | режиссёр, сценарист, продюсер  |             |  |